# 8 серпня
8 серпня — 220-й день року (221-й у високосні роки) в григоріанському календарі. До кінця року залишається 145 днів.

## Свята і пам'ятні дні

### Міжнародні
- Міжнародний день кота[1][2]
- Міжнародний день альпінізму або День альпініста

### Національні
- Україна: День військ зв'язку
- Бутан: День незалежності
- Ірак: День миру
- Тайвань: День батька

### Релігійні

#### Християнство
Католицизм
- День Святого Домініка.

Православ'я
- Святителя Еміліана, сповідника, єпископа  Кизицького.
- Преподобного Григорія, іконописця Києво-Печерського, в Ближніх печерах.
- Святителя Мирона, чудотворця, єпископа Критського.
- Мучеників Єлевферія і Леоніда.
- Преподобного Григорія Синаїта.

### Інші
- у 2064, 3064,.. — день квадратного кореня

## Іменини
✙ Православні: Григорій, Мирон, Леонід
✝  Католицькі: Домінік, Кипріан, Еміліан.

## Події
- 449 — скликаний другий Ефеський собор.
- 626 — авари розбиті під обложеним Константинополем, частина слов'ян вийшла з-під їхньої влади, заснувавши державу Само, відкрився шлях булгарам до завоювань на Балканах.
- 1648 — яничари скинули з престолу і стратили душевнохворого османського султана Ібрагіма.
- 1786 — Мішель Паккар першим скорив найвищу вершину Європи — Монблан.
- 1815 — Наполеон вирушив на заслання на острів Святої Єлени.
- 1899 — американець А. Маршалл запатентував холодильник.
- 1944 — у Берліні вісім німецьких офіцерів, звинувачених у підготовці замаху на Гітлера, у тому числі фельдмаршал фон Віцлебен, повішені на струнах від піаніно.
- 1945 — СРСР розірвав пакт про ненапад з Японією і оголосив їй війну, розпочавши введення військ у Маньчжурію.
- 1949 — у Страсбурзі відбулася перша сесія Ради Європи.
- 1965 — у Шешорах (Івано-Франківська область) відбувся мітинг з нагоди відкриття пам'ятника Тарасові Шевченку.
- 1966 — у Китайській Народній Республіці оголошений початок «культурної революції».
- 1967 — у Бангкоку (Таїланд) засновано Асоціацію держав Південно-Східної Азії (АСЕАН).
- 1969 — уперше (і востаннє) Кубок СРСР з футболу виграла команда I ліги «Карпати» (Львів).
- 1974 — Президент США Річард Ніксон оголосив, що йде у відставку в зв'язку з Вотергейтським скандалом.
- 1985 — розпочалося виведення радянських військ з Афганістану після дев'яти років війни.
- 1998 — американець Майкл Кірні став наймолодшим магістром наук (у біохімії) — диплом він отримав у віці 14 років 8 місяців.
- 2000 — учені Великої Британії, США й Італії офіційно оголосили про початок дослідів з клонування людини.
- 2000 — у Москві в підземному переході станції метро «Пушкінська» підірвано бомбу, від вибуху котрої постраждало близько ста людей, з них 18 загинуло.
- 2004 — введено в дію другий енергоблок Хмельницької АЕС.
- 2008 — під приводом «захисту російських громадян» в Південній Осетії Росія напала на Грузію.
- 2008 — відкрилися XXIX  Олімпійські ігри в Пекіні (Китай).
- 2012 — Президент України Віктор Янукович підписав антиукраїнський Закон про мови Колесніченка-Ківалова.
- 2017 — компанія Coca-Cola встановила перший в історії тривимірний білборд.[4]

## Народились
Дивись також Категорія:Народились 8 серпня
- 1646 — Годфрі Неллер, англійський портретист, придворний художник монархів Королівства Англія від Карла Другого до Георга I (†1723).
- 1748 — Йоганн Фрідрих Ґмелін, німецький натураліст, ботанік і ентомолог, (†1804).
- 1834 — Осип-Юрій Федькович (Гординський), письменник романтичного напряму, автор віршів, балад, поем (†1888).
- 1861 — Вільям Бетсон, британський біолог-антидарвініст, прихильник менделізму, один із творців генетики (†1926).
- 1877 — Олександр Ханжонков, український підприємець, організатор кінопромисловості, продюсер, режисер, сценарист, один із піонерів кінематографу (†1945).
- 1881 — Евальд фон Кляйст, німецький воєначальник часів Третього Рейху, генерал-фельдмаршал (1943) Вермахту.
- 1883 — Іван Власовський, український церковний та громадський діяч, учасник українізації церковного життя на Волині 20-30-х рр. (†1969).
- 1896 — Андрій Грабар, український і французький історик середньовічного і візантійського мистецтва.
- 1901 — Ернест Орландо Лоуренс, американський фізик (†1958).
- 1902 — Поль Дірак, британський фізик, Нобелівський лауреат 1933 року «За відкриття нових продуктивних форм атомної теорії» (†1984).
- 1904 — Леонід Задніпровський, український актор (†1971).
- 1905 — Андре Жоліве, французький композитор.
- 1925 — Алія Ізетбегович, боснійський політик, письменник, перший президент Боснії та Герцеговини (1990–1996) (†2003).
- 1926 — Павло Василик, єпископ Української греко-католицької церкви (†2004).
- 1937 — Дастін Гоффман, американський кіноактор українського походження, володар двох «Оскарів».
- 1938 — Галина Щербина, українська художниця.
- 1947 — Володимир Задумін, український редактор, член Національної спілки кінематографістів України.
- 1948 — Світлана Савицька, льотчик-космонавт СРСР, першою з жінок зробила вихід у відкритий космос, двічі Герой Радянського Союзу.
- 1949 — Віктор Говоруха, директор Харківського регіонального інституту державного управління Національної академії державного управління при Президентові України.
- 1949 — Василь Чубур, український поет, перекладач, літературний критик, журналіст, член Національної спілки письменників України.
- 1951 — Мартін Брест, американський кінорежисер.
- 1951 — Осії Мамору, японський кінорежисер, сценарист.
- 1952 — Юстейн Ґордер, норвезький письменник, популяризатор філософії.
- 1955 — Герберт Прогазка, колишній австрійський футболіст і футбольний тренер.
- 1957 — Еван Стюарт, британський актор.
- 1970 — Юрій Мороз, український футболіст і тренер.
- 1972 — Володимир Шаменко, український гімнаст, призер Олімпійських ігор.
- 1980 — Доріан Бюлюкбаші, албанський футболіст, півзахисник.
- 1981 — Ванесса Аморозі, австралійська співачка італійського походження.
- 1981 — Роджер Федерер, швейцарський тенісист-професіонал.
- 1984 — Євген Каштанов, білоруський хокеїст, нападник.
- 1986 — Катерина Бондаренко, українська тенісистка, заслужений майстер спорту.
- 1988 — Беатріс, Принцеса Йоркська, онучка Єлизавети ІІ, королеви Великої Британії
- 1988 — Олексій Родевич, український футболіст, воротар львівських «Карпат».
- 1989 — Тарас Степаненко, український футболіст, півзахисник.
- 1991 — Владислав Добренький, латвійський хокеїст, нападник.

## Померли
Дивись також Категорія:Померли 8 серпня
- 1768 — Іван Бондаренко, ватажок гайдамацького загону під час Коліївщини, один з керівників повстання.
- 1900 — Еміль Шкода, чеський технолог і підприємець. Засновник машинобудівного заводу «Шкода» в Пльзені (Škoda Holding).
- 1949 — Іван Піддубний, український спортсмен-борець. Шестиразовий чемпіон світу з боротьби.
- 1975 — Кеннонболл Еддерлі, американський джазовий саксофоніст.
- 1979 — Михайло Крат, український військовий діяч, генерал-хорунжий Армії УНР, учасник ПСВ, полковник РІА
- 1996 — Невілл Френсіс Мотт, британський фізик, лауреат Нобелівської премії з фізики 1977 року (*1905).